# American Motors

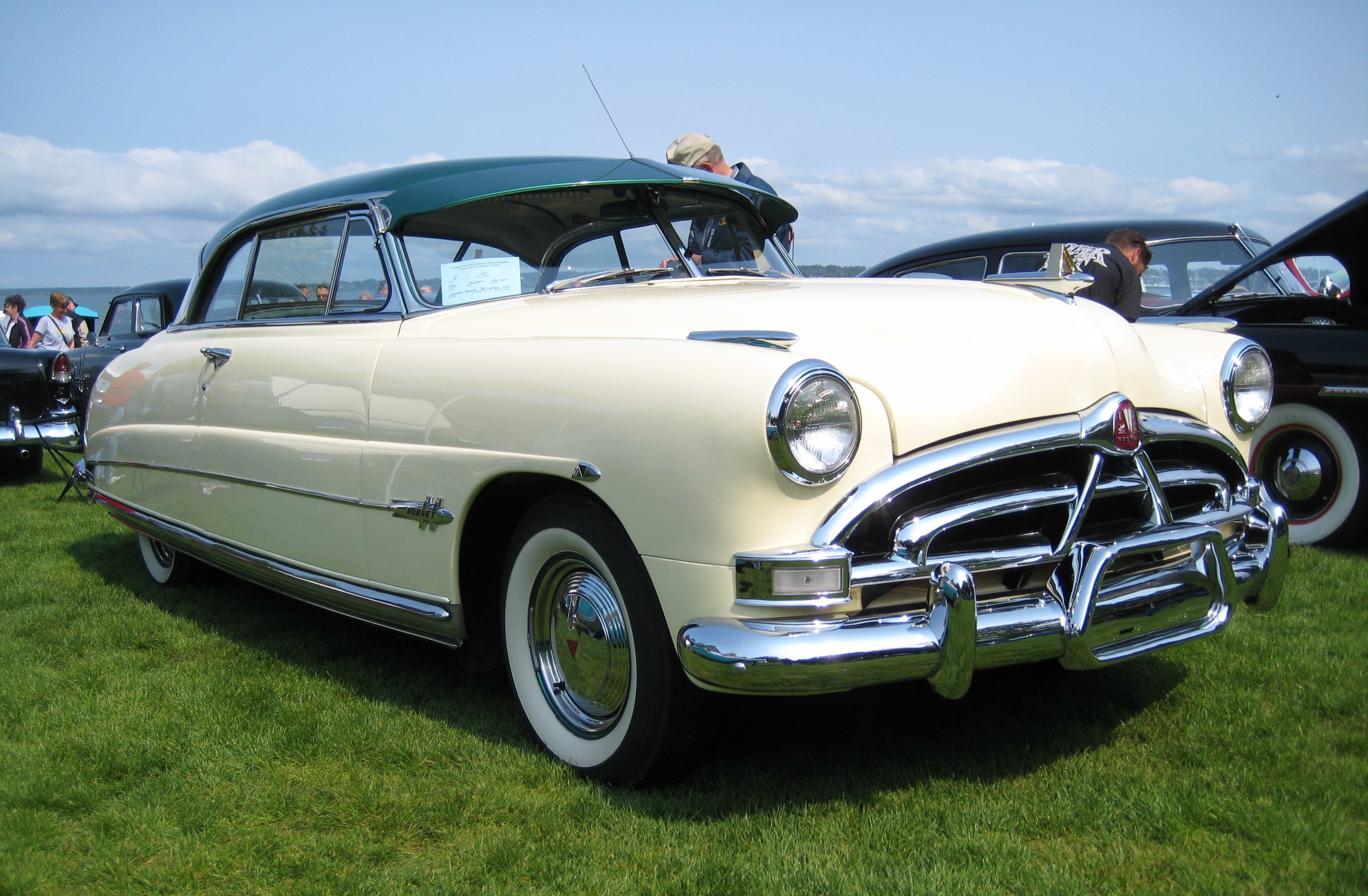
1951 Hudson Hornet

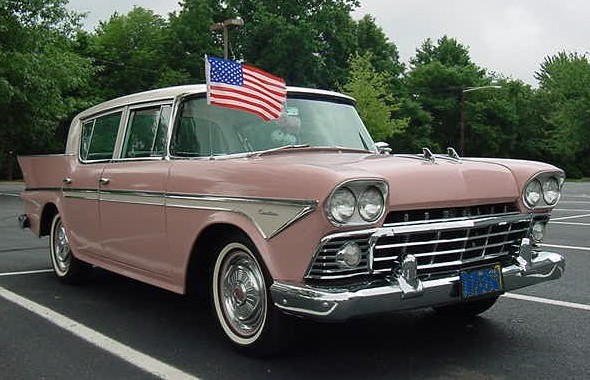
1958 Rambler

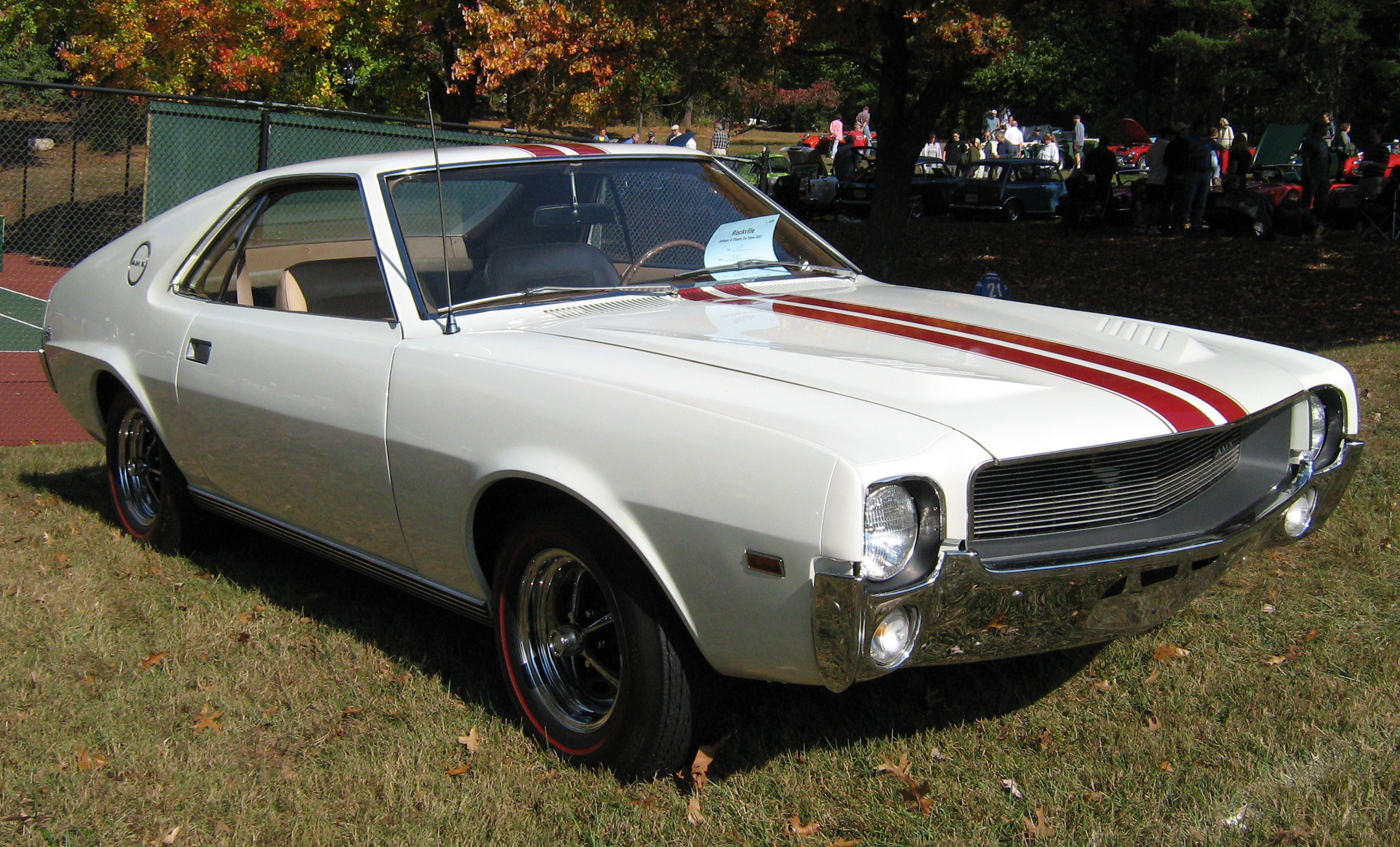
1968 AMC AMX

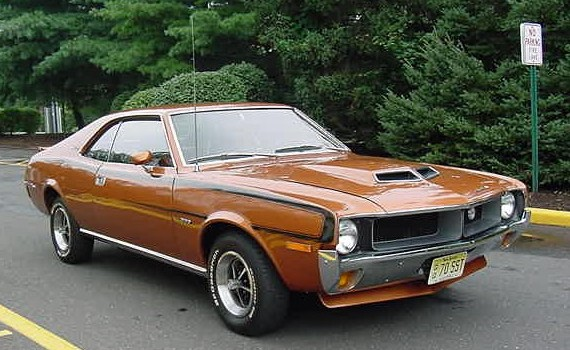
1970 AMC Javelin

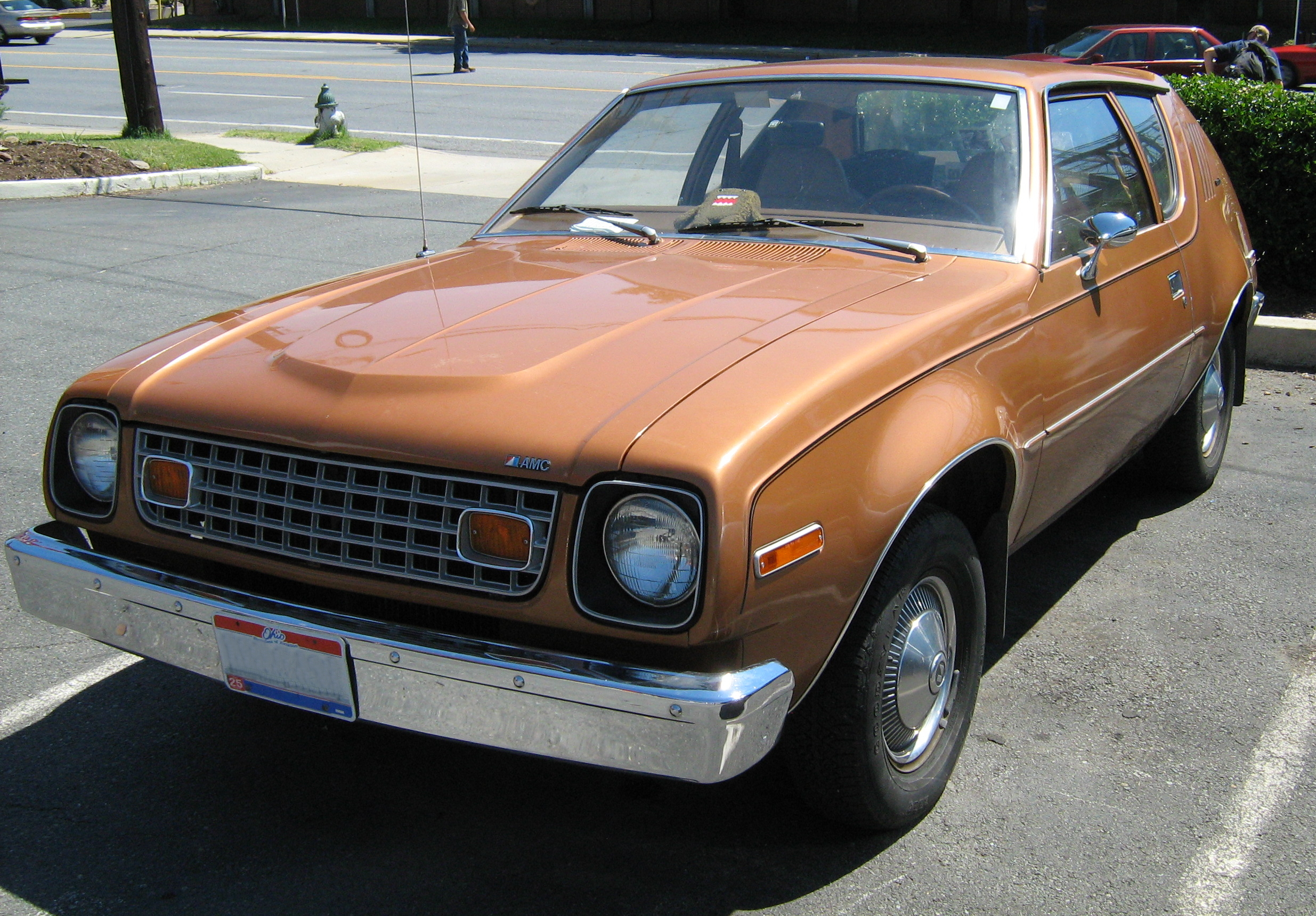
1978 AMC Gremlin

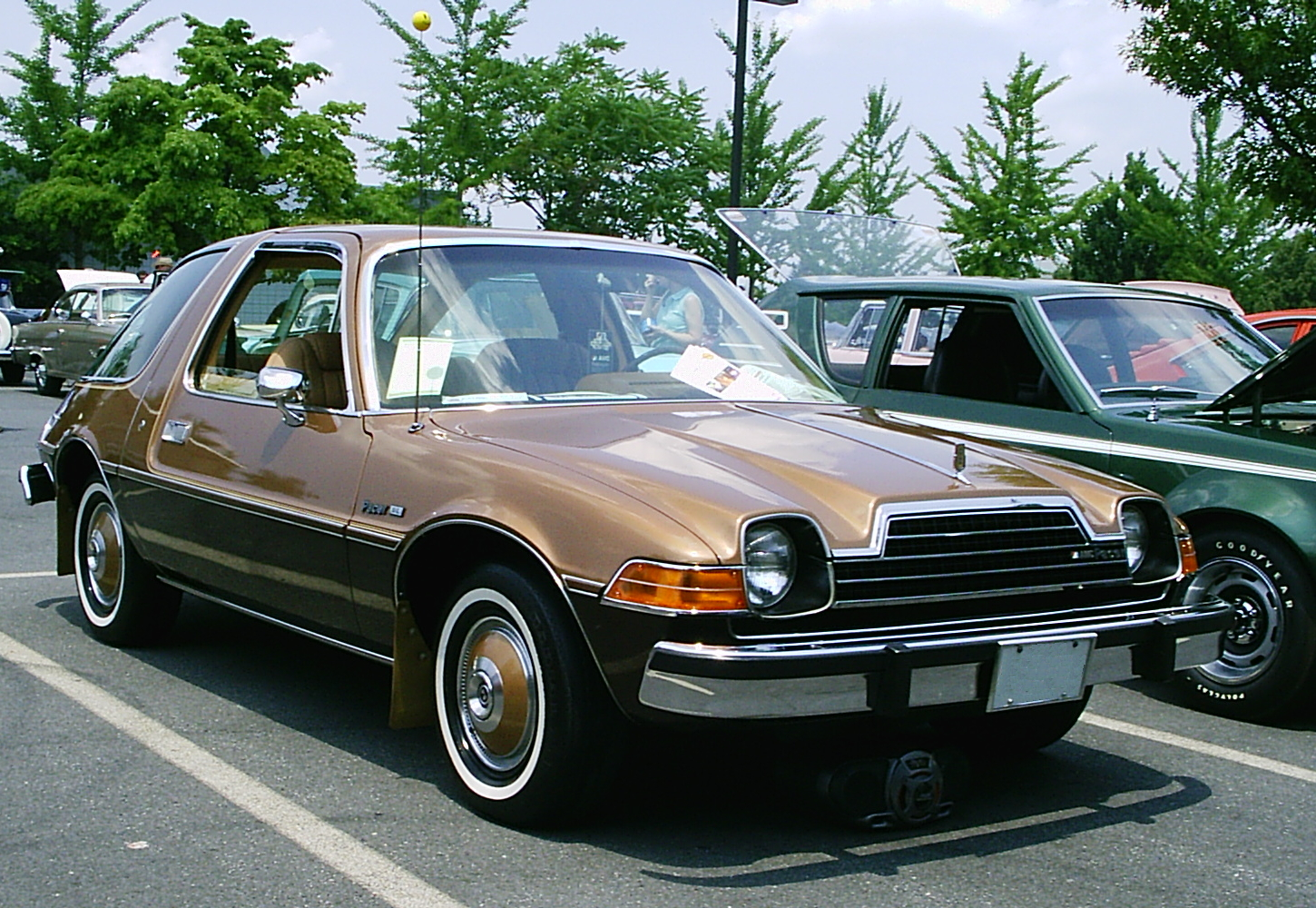
1979 AMC Pacer

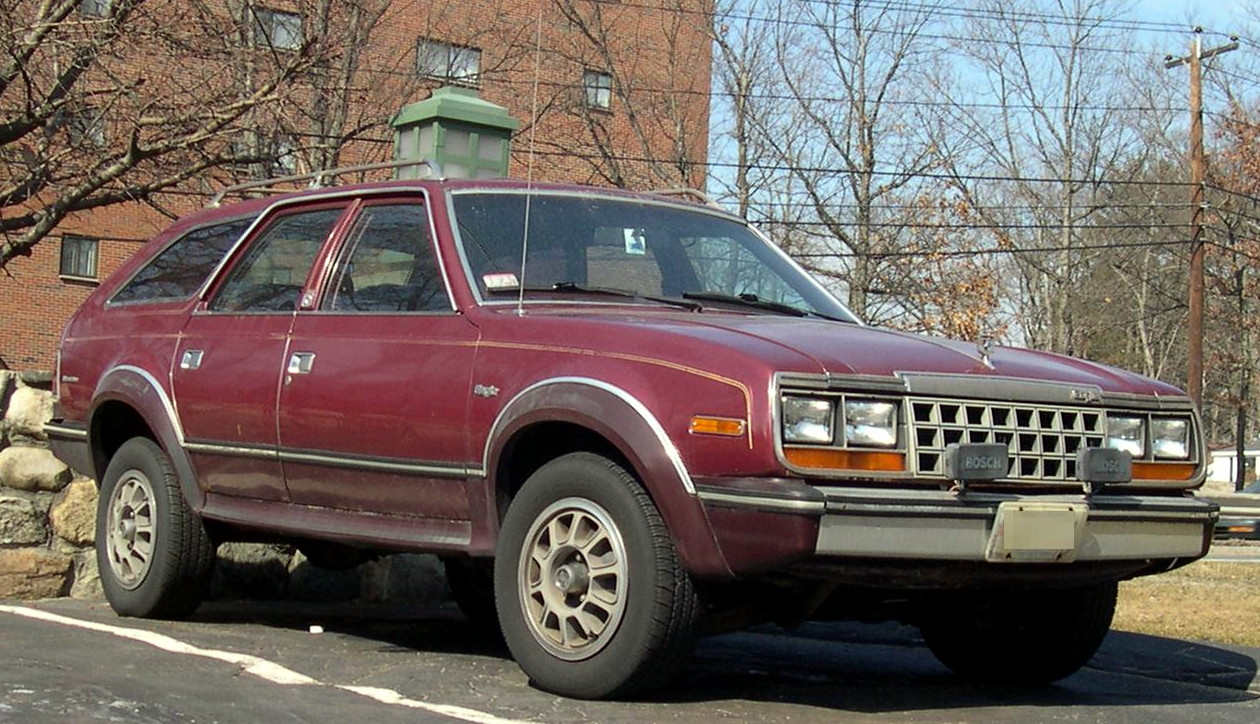
AMC Eagle Wagon

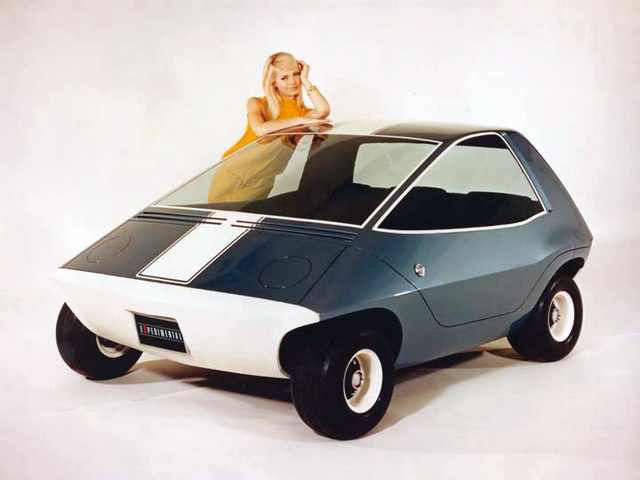
AMC Amitron

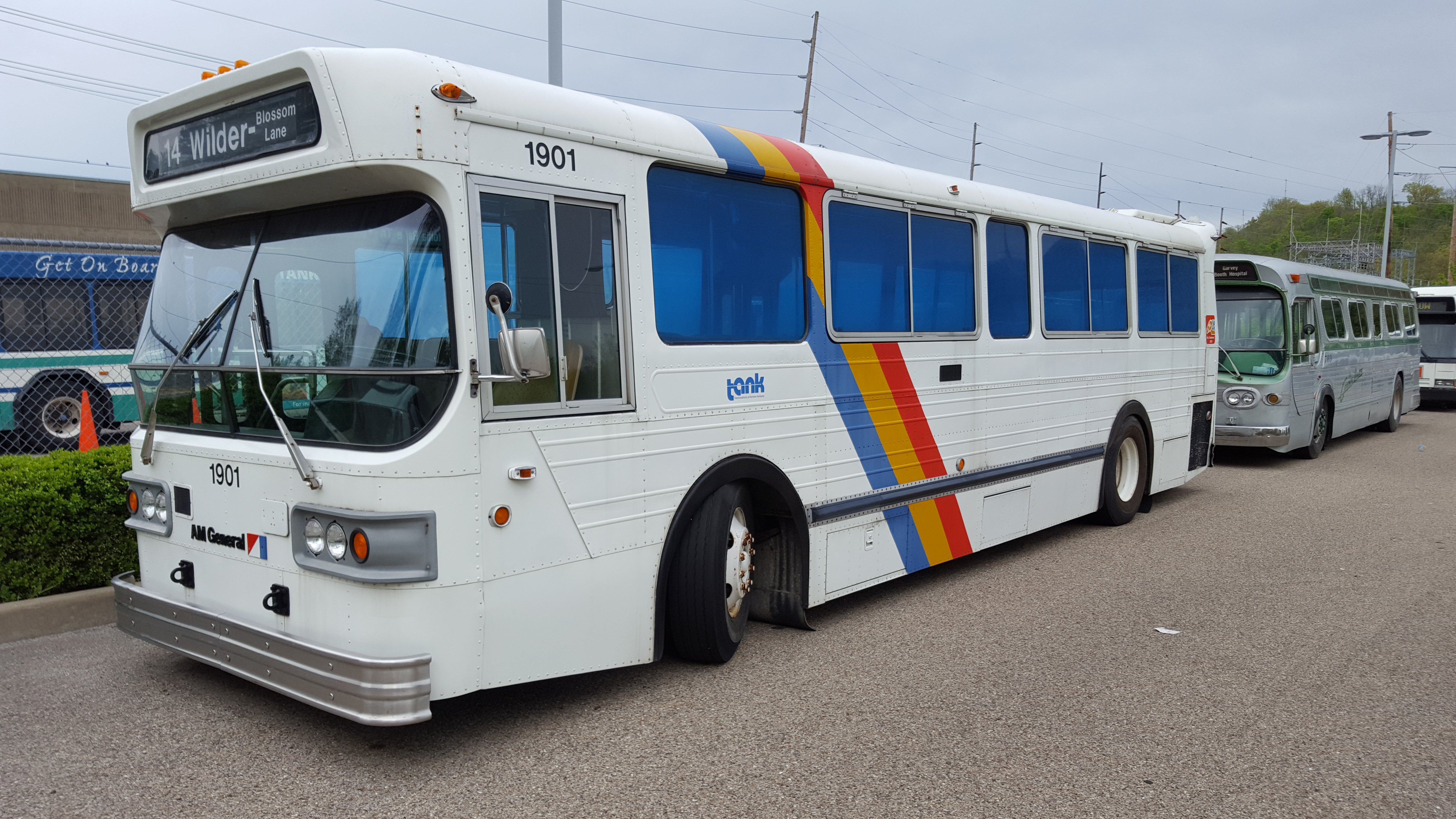
AM General Metropolitan

American Motors Corporation (AMC) – dawny amerykański koncern i producent samochodów z siedzibą w Southfield działający w latach 1954–1988. Na przestrzeni lat wytwarzało samochody pod markami Hudson, Nash, Rambler oraz AMC. Pod koniec należało do koncernu Chrysler Corporation

## Struktura koncernu

### Marki
- AMC – amerykańska marka samochodów działająca w latach 1966–1988,
- Jeep – amerykańska marka samochodów terenowych działająca od 1953 roku, należąca do koncernu w latach 1970–1988.

### Zlikwidowane lub sprzedane
- Hudson – amerykańska marka samochodów działająca w latach 1909–1957,
- Nash – amerykańska marka samochodów działająca w latach 1916–1957,
- Rambler – amerykańska marka samochodów działająca w latach 1904–1983,
- AM General – amerykański producent pojazdów specjalistycznych działający od 1971 roku, w 1983 sprzedany LTV Corp.

## Historia

### Początki
W 1897 roku Thomas Jeffery zbudował swój pierwszy prototyp. W roku 1900 nabył byłą fabrykę rowerów Sterling w mieście Kenosha w stanie Wisconsin, by produkować samochody pod marką Rambler. W marcu 1902 roku rozpoczęła się produkcja pierwszych ramblerów. Był to drugi w USA masowo produkowany samochód (ponad 1500 sztuk rocznie) – rok po przedsiębiorstwie Oldsmobile i rok przed Fordem.
Po śmierci założyciela w roku 1910, jego syn, Charles Jeffery, przejął kontrolę. Zmienił nazwę samochodu na Jeffery w roku 1914. W roku 1916 przedsiębiorstwo kupił Charles Williams Nash, tworząc spółkę Nash Motors. W 1937 roku Nash połączyło się ze spółką Kelvinator w Nash-Kelvinator.

### Powstanie American Motors
1 maja 1954 roku nastąpiła fuzja Nash-Kelvinator z przedsiębiorstwem Hudson Motor Car Company, tworząc nową spółkę American Motors Corporation. George Mason, ówczesny dyrektor generalny Nash, twierdził, że jedynym sposobem przetrwania na rynku dla niezależnych producentów jest połączenie sił i stworzenie jednej wielkiej korporacji, która mogłaby konkurować z „wielką trójką” koncernu General Motors, korporacji Forda i Chryslera. Było to wówczas największe połączenie spółek w historii, o wartości prawie 200 milionów ówczesnych dolarów. Mason planował również przyłączenie niezależnych producentów samochodów Studebaker oraz Packard, lecz ostatecznie przedsiębiorstwa te nie zdecydowały się na to.
Packard Motor Car Company zakupiło przedsiębiorstwo Studebaker w tym samym roku 1954. Korporacja Studebaker-Packard kooperowała z koncernem American Motors przez około 2 lata, sprzedając mu silniki Packarda. W roku 1956 współpraca została jednak zakończona z powodu zaprzestania produkcji własnych silników przez Packarda. George Mason zmarł w roku 1954, jego następcą został George W. Romney.
Od tego momentu AMC musiało radzić sobie samo. Z końcem 1957 roku zlikwidowano oddziały Hudson i Nash i zaprzestano produkcji samochodów pod tymi markami, a zamiast tego wprowadzono od kolejnego roku modelowego nowy oddział i markę Rambler, dotychczas będącą nazwą taniej linii modeli firmy Nash. Od 1966 roku modelowego część samochodów zaczęto sprzedawać pod marką American Motors (AMC). Od 1970 roku natomiast zlikwidowano markę Rambler i wszystkie produkty pozostały pod marką AMC. W 1966 roku Studebaker-Packard przestał istnieć, większość powojennych producentów również upadła. Pozostała tylko Wielka Trójka i AMC. W 1983-4 ustanowiło, wraz z BAIC Group jedną z pierwszych, motoryzacyjnych spółek joint venture w Chinach – Beijing Jeep.

### Likwidacja i przekształcenie
Przedsiębiorstwo American Motors Corporation zostało wykupione przez Chrysler Corporation 2 marca 1987 roku. Marka przestała istnieć, a jedyny jej dotychczasowy model, AMC Eagle w wersji Wagon, produkowano przez kolejny rok pod marką Eagle jako Eagle Wagon.

## Modele samochodów

### Historyczne (Hudson)
- Wasp (1954–1956)
- Hornet (1954–1957)

### Historyczne (Nash)
- Rambler (1950 – 1955)
- Statesman (1950 – 1956)
- Ambassador (1927 – 1957)
- Metropolitan (1954 – 1962)

### Historyczne (Rambler)
- Six (1956 – 1960)
- V8 (1956 – 1960)
- Rebel (1957 – 1960)
- Ambassador (1958 – 1966)
- Classic (1961 – 1966)
- Marlin (1965 – 1966)
- Rebel (1966 – 1967)
- American (1958 – 1969)

### Historyczne (AMC)
- Amitron (1967)
- Marlin (1966 – 1967)
- Rebel (1967 – 1970)
- AMX (1968 – 1970)
- Ambassador (1966 – 1974)
- Javelin (1968 – 1974)
- Hornet (1970 – 1977)
- Gremlin (1970 – 1978)
- Matador (1971 – 1978)
- Matador Coupe (1974 – 1978)
- Pacer (1975 – 1980)
- Concord (1977 – 1983)
- Spirit (1979 – 1983)
- Eagle (1980 – 1988)